# باک ران (پنسیلوانیا)
باک ران (به انگلیسی: Buck Run) یک منطقهٔ مسکونی در ایالات متحده آمریکا است که در شهرستان سچویلکیلل، پنسیلوانیا واقع شده‌است. باک ران ۱٫۶ کیلومتر مربع مساحت و ۱۷۶ نفر جمعیت دارد.